# باژونت
باژونت (به فرانسوی: Bajonnette) یک کمون (فرانسه) در فرانسه است که در canton of Mauvezin واقع شده‌است. باژونت ۷٫۴۸ کیلومتر مربع مساحت دارد ۱۷۸ متر بالاتر از سطح دریا واقع شده‌است.